# 日テレアックスオン

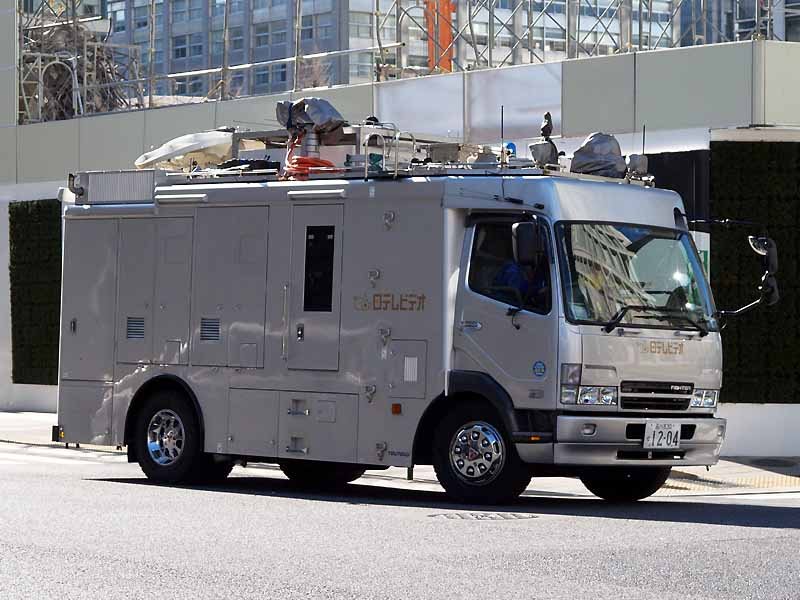
旧・日本テレビビデオのハイビジョンSNG中継車(三菱ふそう・ファイター、なんだろう付きの新ロゴ)

株式会社日テレアックスオン（にっテレアックスオン、英: AX-ON Inc.、略称：AX-ON）は、テレビ番組の企画制作・インターネットホームページ及びコンテンツ制作を行う制作プロダクション。日本テレビホールディングスの連結子会社。

## 概要
株式会社日本テレビビデオ（にほんテレビビデオ）として1970年2月10日に設立された。2003年7月に日本テレビがCIの導入によって「日テレ」の製作クレジットを使用するようになってからは「日テレビデオ」という略称が使われるようになる（ミニ番組・バラエティ番組『ぐるぐるナインティナイン』などを除く）。
2007年4月のグループ会社再編に伴い、日本テレビエンタープライズ、NTV映像センター、日本テレビアートとの吸収分割による重複業務の整理が行われ、中間持株会社の日テレ・グループ・ホールディングス（旧NTV映像センター・現：日テレグループ企画）傘下で制作部門が集約された日本テレビビデオが社名変更し日テレ アックスオンが発足。この際、技術部門は新設された日テレ・テクニカル・リソーシズ（NiTRo）、イベント部門は日本テレビエンタープライズから社名変更した日テレイベンツへそれぞれ集約された。
社名のAX（アックス）は、日本テレビのコールサインであるJOAX-（D）TVに由来する。英文社名が日本テレビの略称「NTV」のつかない「AX-ON Inc.」なのもこの通りAXが日本テレビを意味するため。
日本テレビやNiTRoとの協力体制により、日本テレビ系列の番組を多数制作するほか、NHKやTBSテレビ、テレビ東京などの番組制作も行なっている。
2012年10月には、放送持株会社・日本テレビホールディングス（旧日本テレビ放送網）の発足に伴い、同社の子会社となっている。
番組制作会社にしては珍しく、日テレジータスで自社のCMを放送している。
2014年からは、特に海外へ視野を向けた番組販売や海外での番組制作を積極的に行っている。
2015年12月、本社を麹町から汐留に移転。2017年、報道局への人材派遣を行っていた会社「株式会社フェイドイン」の株を90%取得しグループ化する。
2022年3月、日テレグループ再編に伴い、日本テレビホールディングスが運営していた制作プロダクション「イカロス」（旧・読売映像）の全株を取得。同時に、株式会社フェイドインの残りの株を取得し、2社ともアックスオンの完全子会社とする。
製作クレジットを表記する場合は、基本的に日テレ系、それ以外を問わず「AXON」ロゴかプレーンテキストでの「AX-ON」表記のみである。他局関係の仕事でも放送局の略称が表記されるプロダクションは他にはテレビ東京系列の「PROTX」等と多くない。

## 事業内容
テレビ番組・劇場映画企画及び制作
ドラマ、映画、バラエティ、音楽、スポーツ、ニュース・報道、情報エンターテインメント、ドキュメンタリーなど
コンテンツ制作、企画営業
CM、プロモーション映像、VFX、4K・8K、3D、デジタルサイネージ、ケータイ・Web動画、官公庁・自治体・民間企業向け各種ビデオ、インターネットホームページなど
放送関連事業
字幕・解説放送、データ放送、メタデータ運用、映像アーカイブなど
ライセンスビジネス
国内フッテージ（映像二次利用）、海外向け番組・映画販売およびフォーマット販売、BS・CS向け番組および映画販売、各種権利処理
広告代理店業務
地上波・BS・CSにおける媒体業務（ブランディング・クリエイティブ・メディアトラフィック）
各種ビデオソフト・笑点カレンダー制作及び販売

## 会社概要

### 所在地
- 本社：東京都港区東新橋一丁目6-1 日テレタワー22階
- 分室：東京都港区東新橋1-2-17 下島ビルB1、2、3、4、6、7、9、10F

### 役員
- 代表取締役社長：加藤幸二郎（元日テレ制作局長→情報・制作局長→AX-ON取締役副社長）
- 取締役副社長：柴崎朋樹（元日テレ報道局次長兼ニュースセンター長→グローバルビジネス局長代理）、森實陽三（元日テレ執行役員コンテンツ制作局長）
- 専務取締役：角谷幸仁（元NTV映像センターディレクター→AX-ON上席執行役員→取締役→常務取締役）
- 取締役：鈴木淳一郎（元日テレ社長室経営企画部長）、若月寿朗（企画戦略センター長→執行役員）、岩本公平（元日テレ営業局総合営業センター担当副部長）、有馬隆二郎（コーポレートセンター長、元コンテンツ事業センター長→人事総務センター長→上席執行役員）
- 非常勤取締役：松本達夫（日テレHD・執行役員、日テレ取締役常務執行役員、元スポーツ局長→営業局長→コンテンツ制作局長）、上田識喜（日テレHD・グループ戦略局グループ戦略部長）、福島朋子（日テレHD・経営管理局経理部主任）
- 上席執行役員：永井英樹（企画戦略センター長→執行役員制作センター長）
- 執行役員：米澤淳志（ニュース・ライブセンター長）、岡崎真美（メディアコンテンツセンター・EP）
- エグゼクティブアドバイザー：小杉善信（⽇テレ顧問、元日テレHD・日テレ代表取締役社長→AX-ON代表取締役社長）
- 非常勤顧問：長濱薫（元NTV映像センタープロデューサー→AX-ON常務取締役→専務取締役→取締役副社長）

#### 元役員
- 代表取締役会長：渡辺弘（元日テレHD・日テレ取締役専務執行役員）
- 代表取締役社長：桜田和之（元静岡第一テレビ代表取締役社長→現：静岡第一テレビ代表取締役会長）、足立久男（元福岡放送代表取締役会長→福岡放送取締役相談役→現：福岡放送非常勤相談役）、吉田真（現：日テレHD常勤監査役）、井上健（元日本テレビアート代表取締役社長・日テレ事業局長代理→現：札幌テレビ放送代表取締役社長）
- 取締役副社長：佐野讓顯（元広島テレビ放送常務取締役→広島テレビ放送代表取締役社長→現：広島テレビ放送取締役会長）
- 専務取締役：中山良夫（元BS日本代表取締役社長→現：BS日本代表取締役会長）、安岡喜郎（現：バップ代表取締役社長）
- 常務取締役CFO：篠崎俊一（元日テレ経理局次長→AX-ON監査役兼務、元JOCDN代表取締役社長）
- 取締役：丹下重夫、政橋雅人（元日テレCP）、吉岡正敏（現：日テレ音楽顧問）、舛方勝宏（元日テレ取締役副社長執行役員）、古賀倫明（現：日テレ編成局著作権契約部長）、中村正人（元日活取締役）、森田公三（現：日テレ報道局長、元日テレ情報カルチャー局次長）、安澤一成（元日テレスポーツ局スポーツ事業推進部長）、池本英里子（元日テレ報道局業務部長）、齋藤光（元日テレICT戦略本部部長）、向後淳（元日テレ報道局チーフプロデューサー）、齋藤寿弥（ニュース・ライブセンター長→執行役員→フェイドイン取締役）
- ジェネラルクリエイター執行役員：五味一男（元日テレ上席執行役員編成・制作局ED→AX-ON取締役副社長）
- 上席執行役員：山田哲也、伊在井千晴
- 執行役員：岩崎達也（現：九州産業大学商学部教授）、佐藤一（現：日テレCD）、中島悟（現：日テレCD）、平石浩章（映像事業センター長）、水田伸生（日テレ執行役員情報・制作局専門局長）
- 非常勤取締役：山根義紘（元日テレHD取締役副社長）、酒井武（元福岡放送代表取締役会長、元日テレ取締役執行役員）、安斎健一郎（元日本テレビワーク24代表取締役社長）、城朋子（現：BS日テレ専務取締役）、粕谷賢之（元日テレ取締役執行役員→現：BS日本代表取締役社長）、長尾泰希（現：日テレイベンツ代表取締役会長）、袴田直希（元長崎国際テレビ代表取締役社長）、薗田恭子（日テレHD経営戦略局グループ推進部担当部次長）、福田博之（元日テレ取締役執行役員→現：日テレHD上席執行役員・日テレ専務取締役）、高橋知也（日テレHD経営戦略局担当局次長、元CS日本常務取締役）、髙橋秀明（日テレHD経営戦略局グループ推進部担当部次長、日テレグループ推進本部グループ推進部担当部次長）、小松良徳（日テレHDグループ戦略局長）
- 監査役：能勢康弘（元日テレHD・日テレ常勤監査役）、畔柳裕（現：読売新聞東京本社取締役メディア局長）、安藤天志（元日テレHD経営管理局経理部長兼務）、佐藤大太郎（現：日テレHD経営管理局経理部長、元経営戦略局グループ推進部長→AX-ON非常勤取締役）、芦川剛史（日テレHD経営管理局経理部担当副部長、日テレ経理局経理部担当副部長）
- 非常勤監査役：山谷勇介（日テレHD・経営管理局経理部）

## 主要スタッフ一覧

### バラエティー制作

#### プロデューサー・AP
- 山崎雄二
- 野中翔太
- 城下直子
- 大塚明
- 金沢浩二
- 吉田雄太郎
- 草場千恵
- 村上剛
- 深谷圭二
- 森下典子
- 佐藤雄
- 高安彰
- 米澤敏克
- 大朏禎久

#### 総合演出
- 五歩一勇治

#### 演出
- 宮城雄大
- 菊池洋輔
- 高野修
- 笠間崇
- 宮本勇佑
- 鈴木和昭
- 谷口顕
- 山越由貴
- 小谷信公

#### ディレクター
- 長岡新
- 井上雄太
- 箙英明
- 服部孝司
- 長田雄磨
- 菅原諒
- 竹内翼
- 木村智彦
- 久保田早紀
- 伊東理奈
- 下山美穂
- 谷岡仁
- 鈴木潤一郎
- 池田久仁
- 八田晃子
- 沖浦雅俊
- 川上渡
- 加藤健太
- 松尾郁弥
- 江口真也
- 吉田大光
- 四宮咲和

### ドラマ

#### プロデューサー
- 茂山佳則（泉放送制作から）
- 伊藤裕史
- 本多繁勝
- 西紀州
- 柳内久仁子
- 白石香織
- 星野恵
- 仲野尚之（日活から）
- 鈴木香織
- 田上リサ（5年D組から）
- 柴田裕基
- 難波利昭（NTV映像センターから）
- 森雅弘
- 松本明子
- 坂下哲也
- 戸倉亮爾
- 西山了

## 制作センター
日本テレビ系列とNHK・民放他各局のバラエティ番組・テレビドラマや映画の制作に用いて事業を行っている。

### テレビ番組
（凡例）太字：現在放映中また継続中（特番の場合）の番組・これから放映される番組。N：NTV映像センターから移管、E：日本テレビエンタープライズから移管、V：日本テレビビデオから移管。
特に記述がない場合は日テレで放送。

## スポーツセンター
日本テレビ系列のスポーツ全般番組に用いて事業を行っている。N：NTV映像センターから移管、V：日本テレビビデオから移管。
特に記述がない場合は日テレで放送。

### スポーツ番組

#### スポーツニュース
- スポーツうるぐす（1994年4月2日 - 2008年9月28日、※業務開始は2007年4月1日以降）
- SUPERうるぐす（2008年10月4日 - 2010年3月28日）
- Going!Sports&News（2010年4月3日 - ）

#### スポーツ中継
野球
- PRIDE&SPIRITS 日本プロ野球（2007年から2009年までの野球シーズン期間中のみ）
- 元気を日本に 日本プロ野球2010（2010年の野球シーズン期間中のみ）
- Dramatic Game 1844（2011年から野球シーズン期間中のみ）
- 次の瞬間、熱くなれ。THE BASEBALL（2015年から野球シーズン期間中のみ）
- Fun!BASEBALL!!（2018年から野球シーズン期間中のみ）
- DRAMATIC BASEBALL（2020年から野球シーズン期間中のみ）

マラソン・駅伝
- サッポロビール新春スポーツスペシャル 第84回東京箱根間往復大学駅伝競走（2008年1月2日 - 3日）
- サッポロビール新春スポーツスペシャル 第85回東京箱根間往復大学駅伝競走（2009年1月2日 - 3日）
- サッポロビール新春スポーツスペシャル 第86回東京箱根間往復大学駅伝競走（2010年1月2日 - 3日）
- サッポロビール新春スポーツスペシャル 第87回東京箱根間往復大学駅伝競走（2011年1月2日 - 3日）
- サッポロビール新春スポーツスペシャル 第88回東京箱根間往復大学駅伝競走（2012年1月2日 - 3日）
- サッポロビール新春スポーツスペシャル 第89回東京箱根間往復大学駅伝競走（2013年1月2日 - 3日）
- サッポロビール新春スポーツスペシャル 第90回東京箱根間往復大学駅伝競走（2014年1月2日 - 3日）

サッカー
- 全国高等学校サッカー選手権大会
- Jリーグ中継（スカパー!→DAZN=委託製作。2007年より東京ヴェルディホームゲームを制作。2010年よりそれに加えて横浜F・マリノスホームゲームを親会社の日本テレビ放送網・NiTRoと3社共同で担当）
- FIFAクラブワールドカップ中継（2007年12月 - ）

プロレス・格闘
- プロレスリング・ノア中継（2007年4月 - 2009年3月29日）V
- ダイナミックグローブ（2009年4月からは日テレジータス。2007年4月 - 2023年3月4日）
- DYNAMIC GLOVE on U-NEXT（U-NEXT 2023年4月1日 - ）
- Lemino BOXING（Lemino 2023年4月26日 - ）
- Prime Video Presents Live Boxing 9（Amazon Prime Video 2024年7月20日）
- Prime Video Boxing 10（Amazon Prime Video 2024年10月13日・14日）

#### スポーツ関連番組
レギュラー番組
- サッカーアース（2006年4月7日 - 2008年3月28日、※業務開始は2007年4月以降）N
- ほぼ月間イーグルス（日テレプラス ドラマ・アニメ・スポーツ 2013年11月 - 2014年）
- 中畑清 熱血!スポーツ応援団（BS11 2016年4月8日 - ）
- オードリーのNFL倶楽部（2016年9月 - ）
- 月刊プロ野球!さまぁ〜ずスタジアム（BS日テレ 2018年3月23日 - ）
- 衝撃のアノ人に会ってみた!（2019年4月3日 - 2020年3月18日）

特別番組
- 中居正広の7番勝負!超一流アスリートVS芸能人どっちが勝つの?SP（2008年12月28日 - ）
- 上田晋也×亀梨和也のGoing!野球（2010年3月27日 - 、野球シーズン期間中のみ）
- ラグマヨ!ラグビー日本代表応援宣言（2011年4月23日 - ）

## 情報・ライフ&ニュース・ライブセンター
日本テレビ系列（地上波）と日テレNEWS24（CS放送）の報道・ニュース・情報・ミニ番組などを制作に用いて事業を行っている。
（凡例）太字：現在放映中また継続中（特番の場合）の番組・これから放映される番組。N：NTV映像センターから移管、V：日本テレビビデオから移管、E：日本テレビエンタープライズから移管。特に記述がない場合は日テレで放送。

### ニュース・報道番組

#### デイリーニュース
- Oha!4 NEWS LIVE（2006年4月3日 - 、※業務開始は2007年4月2日以降）
- NNN Newsリアルタイム（2006年4月3日 - 2010年3月26日、※業務開始は2007年4月2日以降）
- NEWS ZERO → news zero（2006年10月2日 - 、※業務開始は2007年4月2日以降）
- news every.（2010年3月29日 - ）

#### 報道番組
- 皇室日記（1996年4月7日 - 、※業務開始は2007年4月1日以降）N
- 真相報道 バンキシャ!（2002年10月6日 - 、※業務開始は2007年4月1日以降）
- 深層NEWS（BS日テレ、2013年9月30日 - ）

#### 選挙特番
- ZERO×選挙2007（2007年7月29日）
- NNN総選挙特番 ZERO×選挙2009（2009年8月30日）
- ZERO×選挙2010（2010年7月11日）
- NNN総選挙特番 ZERO×選挙2012（2012年12月16日）
- ZERO×選挙2013（2013年7月21日）
- NNN衆院選特別番組 ZERO×選挙2014（2014年12月14日）
- NNN参院選特別番組ZERO×選挙2016（2016年7月10日）
- ZERO×選挙2017（2017年10月22日）

#### 報道特別番組
- ACTION 日本を動かすプロジェクト（2008年1月6日 - ）
- 櫻井翔×池上彰 教科書で学べないSP（2015年8月4日 - ）

### 情報・バラエティ・音楽番組
- The・サンデー（1989年10月1日 - 、※業務開始は2007年4月1日以降）V
- ズームイン!!SUPER（2001年10月1日 - 2011年3月31日、※業務開始は2007年4月2日以降）V
- スッキリ（2006年4月3日 - 、※業務開始は2007年4月2日以降）E
- ラジかるッ（2006年4月3日 - 2009年3月27日、※業務開始は2007年4月2日以降）E
- 午後は○○おもいッきりテレビ（1987年10月5日 - 2007年9月28日、※業務開始は2007年4月2日以降）E
- THEワイド（1993年4月5日 - 2007年9月28日、※業務開始は2007年4月2日以降）E
- ズームイン!!サタデー（1996年4月6日 - 2025年3月29日、※業務開始は2007年4月7日以降）N,V
- おもいッきりイイ!!テレビ（2007年10月1日 - 2009年3月27日）E
- 情報ライブ ミヤネ屋（読売テレビ制作 2007年10月1日 - 、日本テレビのネットは2008年3月31日 - ）
- レコ☆Hits!（2009年1月14日 - 2012年3月27日）
- おもいッきりDON!（2009年3月30日 - 2010年3月26日）
- PON!（2010年3月29日 - 2018年9月27日）
- DON!（2010年3月29日 - 2011年3月25日）
- ヒルナンデス!（2011年3月28日 - ）
- ZIP!（2011年4月1日 - ）
- SUNDAY COWNTDOWN SHOW シューイチ（2011年4月3日 - ）
- せまソン♪（2013年10月4日 - 2014年3月28日）
- ウラカタ（2013年10月7日 - 2016年3月）
- Hulu傑作シアター（2017年4月1日 - ）
- 真麻のドドンパッ!（BS日テレ 2016年10月3日 - 2017年9月29日）
- バゲット（2018年10月1日 - ）
- ゼロイチ（2021年4月3日 - ）

### 料理番組
- キユーピー3分クッキング（1963年1月21日 - 、※業務開始は2007年4月2日以降）

### 教育番組
- THE MAKING（科学技術振興機構 1998年 - ）N
- それいけ!アンパンマンくらぶ（BS日テレ 2000年12月 - ）
- ゴーゴー!のりものタウン（キッズステーション 2012年4月2日 - ）

### 紀行番組
- ぶらり途中下車の旅（1992年10月3日 - 、※業務開始は2007年4月7日以降）N
- 三宅裕司のふるさと探訪〜こだわり田舎自慢〜（BS日テレ 2015年4月7日 - ）
- 夫婦再旅（BS日テレ 2016年10月13日 - ）

### 通販番組
レギュラー番組
- 気になる通販ランキング ポシュレデパート深夜店（2005年10月8日 - 、※業務開始は2007年4月1日以降）E
- ラジかるッ×ポシュレ（2006年4月3日 - 2009年3月27日、※業務開始は2007年4月2日以降）E
- 女神のマルシェ（2008年4月4日 - ）
- DON!DON!ポシュレ（2009年3月30日 - 10月2日）
- PON!PON!ポシュレ（2009年10月5日 - 2010年3月26日）
- ももクロと行く!（2019年10月4日 - ）

特別番組
- 通販刑事シリーズ
  - サタデープレゼント〜ザ・買い物バラエティ「噂の通販刑事」（テレビ東京系列 2010年3月27日）
  - ザ・買い物バラエティ!噂の通販刑事リターンズ（BS日テレ 2010年5月29日）
- 買い物バラエティ 女子会マルシェ（BS日テレ 2011年1月29日）
- 小町マルシェ（BS日テレ 2012年12月1日）

### ミニ番組
- あなたと日テレ（1997年1月12日 - 2012年9月30日、※業務開始は2007年4月1日以降）
- 音のソノリティ（2003年10月11日 - 、※業務開始は2007年4月7日以降）
- 夢の通り道（2006年4月2日 - 、※業務開始は2007年4月1日以降）
- C-Mania（2009年4月19日 - ）
- ママ大好き!（2009年10月1日 - ）
- おうちの神様（2011年4月3日 - ）
- 日テレアップDate!（2012年10月7日 - ）
- アソビラボ（2013年10月3日 - 2014年9月25日）
- 汐留○○部（2015年4月25日 - ）
- 憧れの名店 〜夢と音の多重奏〜（BSジャパン 2016年4月7日 - ）
- カウントダウンHulu

## クリエイティブ事業センター
CM・ビデオパッケージ（VP）・企業広告などの制作事業を行っている。2016年4月には、日テレグループの会社「LIFE VIDEO株式会社」を統合し、個人・団体・法人等の「自分史VP」の制作も行っている。

### CM
- 講談社
- 日本ミルクコミュニティ
- 東京電力
- 日本文化センター
- 日産自動車
- 資生堂
- アサヒビール
- 住友不動産
- アリコジャパン
- イオングループ
- ソニー
- ツムラ

### VP
- 海上自衛隊（2006年街頭ビジョン用ビデオCM）
- ピンポンシュート研究隊(2011年東日本旅客鉄道「トレインチャンネル」コンテンツ)